# Главановци (област Монтана)
 За другото българско село вижте Главановци (Област Перник).  
Глава̀новци е планинско село в Северозападна България. То се намира в община Георги Дамяново, област Монтана.

## История
В 1643 година броят на католиците в Главановци се оценява на 20 души. Жители на селото взимат участие в Чипровското въстание от 1688 година.
За разлика от селата Копиловци и Чипровци малки и оскъдни са данните дали и къде са успели да избягат жители от Главановци, но със сигурност никой не се завръща обратно в селото.
Селото бива повторно населено с компактно българско население дошло през балкана от пиротските села. Тези хора донасят и традиционния си поминък килимарството. Това също обяснява и факта, че диалектът говорен от двете страни на днешната граница е много сходен. Хората буквално строят своите домове върху основите на предишните къщи.
Днешните жители на селото се явяват потомци на пиротските килимари.
Впоследствие в селото идват и се заселват още няколко семейства преселници от Босна, а също и каракачани, които решават да уседнат.

## Забележителности
Селото е разположено така, че сякаш е защитено отвсякъде. Климатът е много мек през зимата, летните дни са горещи с прохладни вечери. На 10 километра посока град Монтана се намира Лопушански манастир „Свети Йоан Предтеча“, изгарян и отново възстановяван.

## Редовни събития
Всяка година по традиция се провежда съборът на селото, а датата е първата неделя след Гергьовден.

## Личности
- Димитър Владимиров (р. 1949), български разузнавач, генерал-лейтенант, бивш началник на НСО